# Utriculofera fuscapax
Utriculofera fuscapax là một loài bướm đêm thuộc phân họ Arctiinae, họ Erebidae.